# Last Night in Soho
Last Night in Soho ist ein Horror-Thriller von Edgar Wright, der im September 2021 bei den Internationalen Festspielen von Venedig seine Premiere feierte und am 29. Oktober 2021 in die US-amerikanischen Kinos kam. Am 11. November 2021 lief der Film auch in den deutschen Kinos an. Der Film spielt zu einem großen Teil in London in den Swinging Sixties, in die die Protagonistin zeitreist.

## Handlung
Ellie lebt mit ihrer Großmutter in Cornwall. Weil ihre Mutter sich vor mehr als zehn Jahren das Leben genommen hat, ist sie bei ihr aufgewachsen und lernte durch sie, die Musik und den Stil der Swinging Sixties Londons zu lieben. Poster von Twiggy und von Audrey Hepburn in Frühstück bei Tiffany schmücken die Wände ihres Zimmers, sie liebt Cilla Black und The Kinks und tanzt auch schon mal in ihrem Zimmer zu A World Without Love von Peter & Gordon. Hin und wieder erscheint ihr auch ihre Mutter in ihren Visionen. Schon seit langem träumt Ellie davon, Modedesignerin zu werden.
Nun hat Ellie endlich ihren Studienplatz am London College of Fashion bekommen. Ihre Großmutter warnt sie vor einem Leben in der Stadt. Ellie bezieht ein Zimmer im obersten Stock eines Hauses in Fitzrovia. Ihre Vermieterin ist die strenge, aber nicht unfreundliche und leicht exzentrische, ältere Miss Collins. Wenn sich Ellie nachts schlafen legt, reist sie in der Zeit zurück in die 1960er Jahre, wo sie ihr Idol beobachtet, eine schillernde Nachwuchssängerin namens Sandie, und manchmal findet sie sich auch selbst in deren Körper wieder. Aus den Reisen durch die Zeit schöpft Ellie Inspiration für ihre Designs.
Doch das London während der Swinging Sixties ist nicht so, wie es scheint, und auch auf die Gegenwart scheinen ihre Reisen in die Vergangenheit Auswirkungen zu haben. So begegnet sie einem der Stammgäste aus dem Toucan, einem Pub in Soho, in dem sie als Aushilfe arbeitet, immer wieder auf der Straße, und der weißhaarige Mann scheint sie irgendwoher zu kennen, besonders als sie beginnt, Sandie nachzueifern und sich die Haare blond färbt.

## Produktion

### Filmstab und Besetzung
Regie führte Edgar Wright, der gemeinsam mit Krysty Wilson-Cairns auch das Drehbuch schrieb. Anfang Februar 2019 gab er Details zur Filmhandlung bekannt, so dass es sich um einen „psychological horror“ handelt, der teilweise zur Zeit der Swinging Sixties in London spielt. Mit diesem Begriff bezeichnet man sowohl einen kulturellen wie politischen als auch modischen Trend beziehungsweise den Zeitgeist der Gesellschaft ab Mitte der 1960er Jahre. Am engsten verbunden mit dem Begriff der Swinging Sixties ist die Londoner Carnaby Street im Norden von Soho, die in den 1960ern durch ihre unzähligen Mode- und Musikgeschäfte bekannt wurde und als „Trendmeile“ im westlichen Europa galt. Der Horror-Thriller orientiert sich zudem an Filmen wie Wenn die Gondeln Trauer tragen und Ekel.
Die Rolle von Eloise beziehungsweise Ellie, eine der Hauptrollen, wurde mit Thomasin McKenzie besetzt, die besonders durch ihre Rollen in Leave No Trace und Jojo Rabbit bekannt wurde. Anya Taylor-Joy spielt Sandie, ihren „Spiegelzwilling“ in den 1960er Jahren. Für den Film verpflichtete Wright drei Ikonen des britischen Films der 1960er-Jahre: Rita Tushingham als Ellies Großmutter Peggy Turner, Terence Stamp als der Stammgast aus dem Toucan und die im September 2020 verstorbene Diana Rigg in einer ihrer letzten Filmrollen als Ellies Vermieterin Miss Collins in London. Letzterer ist der Film auch gewidmet. In weiteren Rollen sind Matt Smith als Jack und Jessie Mei Li als Lara zu sehen.

### Dreharbeiten, Szenenbild und Kostüme

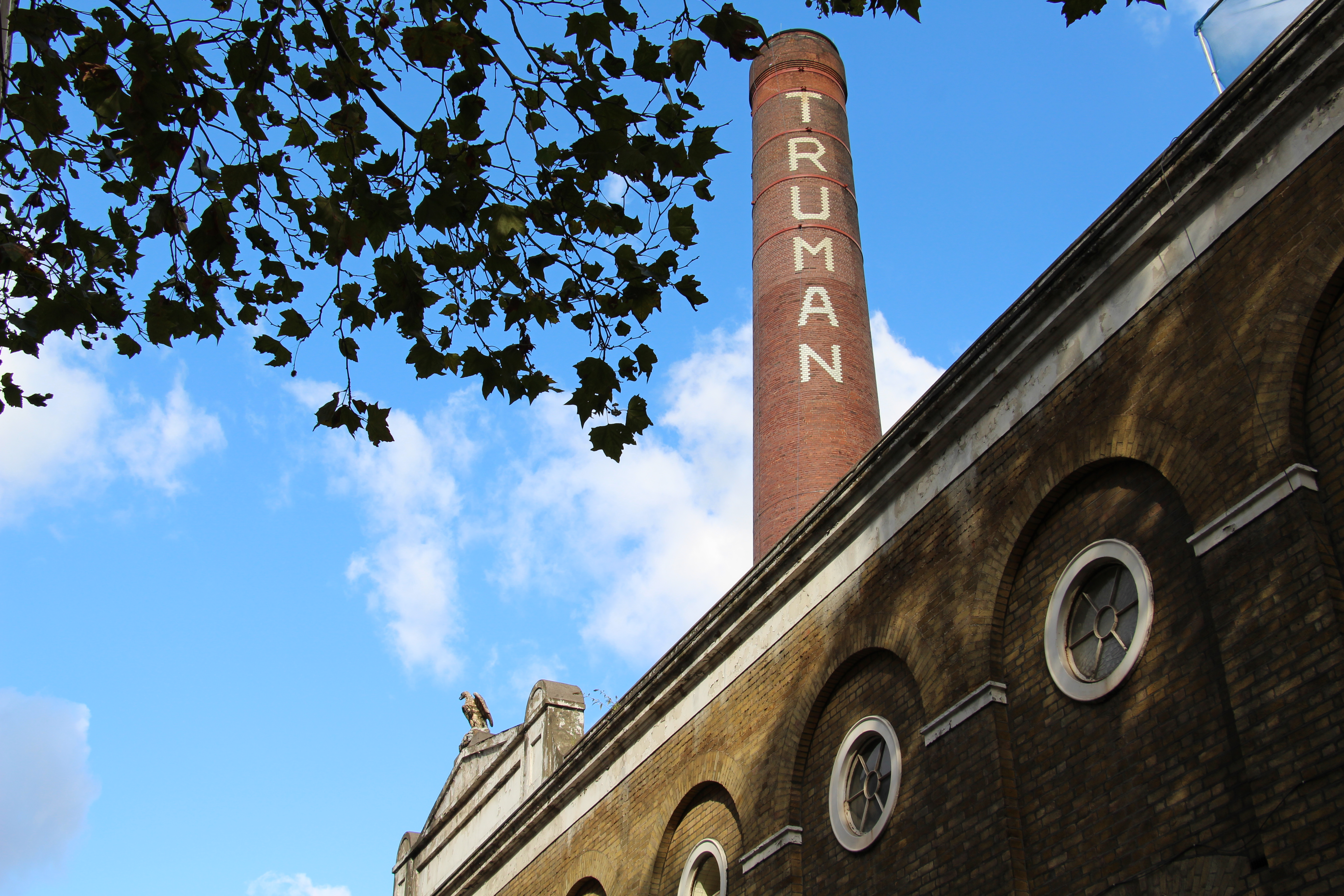
Einer der Drehorte: die Truman’s Brewery in East London

Die Dreharbeiten fanden von Mai bis August 2019 in London statt, so im titelgebenden Soho, einem Stadtteil im Londoner West End. Zu den weiteren Drehorten zählen unter anderem die Empire Cinemas und die Straße Haymarket, St. James’s in Westminster und die Truman’s Brewery in East London. Als Kameramann fungierte Chung Chung-hoon, der in der Vergangenheit mehrfach mit Regisseur Park Chan-wook zusammenarbeitete.
Das Szenenbild verantwortete Marcus Rowland. Die Kostüme entwarf die Emmy- und BAFTA-Gewinnerin Odile Dicks-Mireaux. Diese für die Szenen zu gestalten, die in den 1960er Jahren spielen, kam ihr gelegen, da sie zu dieser Zeit selbst in London aufwuchs. Dicks-Mireaux wohnt zudem in der Nähe von Soho, in der Nachbarschaft von Regisseur Edgar Wright.

### Filmmusik und Soundtrack-Album
Die Filmmusik komponierte, wie bei Wrights Baby Driver, Steven Price. Zudem singt Anya Taylor-Joy in ihrer Rolle, unter anderem das Lied Downtown. Das Soundtrack-Album mit 20 von Wright ausgewählten Songs wurde am 22. Oktober 2021 als Download und auf Vinyl veröffentlicht. Das darunter befindliche Downtown in der Version von Taylor-Joy wurde von Back Lot Music bereits vorab veröffentlicht. Das Soundtrack-Album mit der Filmmusik von Price wurde am 29. Oktober 2021 veröffentlicht. Am 26. November 2021 stieg das Album auf Platz 5 in die britischen Soundtrack Album Charts ein.

### Veröffentlichung
Ende Mai 2021 wurde der erste Trailer vorgestellt. Der Film sollte ursprünglich am 18. September 2020 in die Kinos im Vereinigten Königreich, am 24. September 2020 in die deutschen und am darauffolgenden Tag in die US-amerikanischen Kinos kommen. Im Zuge der COVID-19-Pandemie wurde der US-Starttermin allerdings zunächst auf den 23. April und später auf den 29. Oktober 2021 verschoben. In Deutschland erfolgte der Kinostart am 11. November 2021, ebenso in der Schweiz und in Österreich. Die Premiere erfolgte am 4. September 2021 bei den Internationalen Festspielen von Venedig. Im September 2021 wurde der Film beim Toronto International Film Festival vorgestellt. Im Oktober 2021 wurde er beim Busan International Film Festival gezeigt, Anfang November 2021 beim Braunschweig International Film Festival.

## Rezeption

### Kritiken und Einspielergebnis
Von den bei Rotten Tomatoes aufgeführten 325 Kritiken sind 76 Prozent positiv, er erhielt eine durchschnittliche Bewertung von 6,9/10. Auf Metacritic erhielt der Film von 55 Kritiken einen Metascore von 65 von 100 möglichen Punkten. Von der Deutschen Film- und Medienbewertung wurde Last Night in Soho mit dem Prädikat Besonders wertvoll versehen. In der Begründung heißt es, ob Genres, Zeiten, Realitäten oder Identitäten, in dem Film würden verschiedenste Ebenen vermischt. Bis zu dem ungemein packenden Showdown behalte der Film immer noch eine überraschende Wendung in der Hinterhand. Als Thriller, der mit Horrorfilmelementen arbeitet, lege der Film von Beginn an wichtige erzählerische Spuren. Die eindrucksvolle Kameraarbeit von Chung-hoon Chung und eine bis zum kleinsten symbolisch aufgeladenen Bild durchdachte Licht- und Farbdramaturgie ließen sowohl das London von heute als auch das London der legendären Swinging Sixties auf mitreißende Weise strahlen und wirken.
David Rooney von The Hollywood Reporter beschreibt Last Night in Soho als einen unglaublich unterhaltsamen Film, der mit den Genres spielt und sich von Zeitreise-Fantasy zu einem düsteren Märchen und von Mystery zu alptraumhaftem Horror verwandelt. Nichts davon würde jedoch ohne die beiden absolut überzeugenden Hauptdarstellerinnen funktionieren, die diese Kehrseiten-Persönlichkeiten spielen. Ellie und Sandie spiegelten die Kontraste von Soho wider, zwischen der Blütezeit seines Rotlichtviertels und seinem gentrifizierten heutigen Straßenbild, das von gehobenen privaten Kunstclubs und Restaurants geprägt ist.

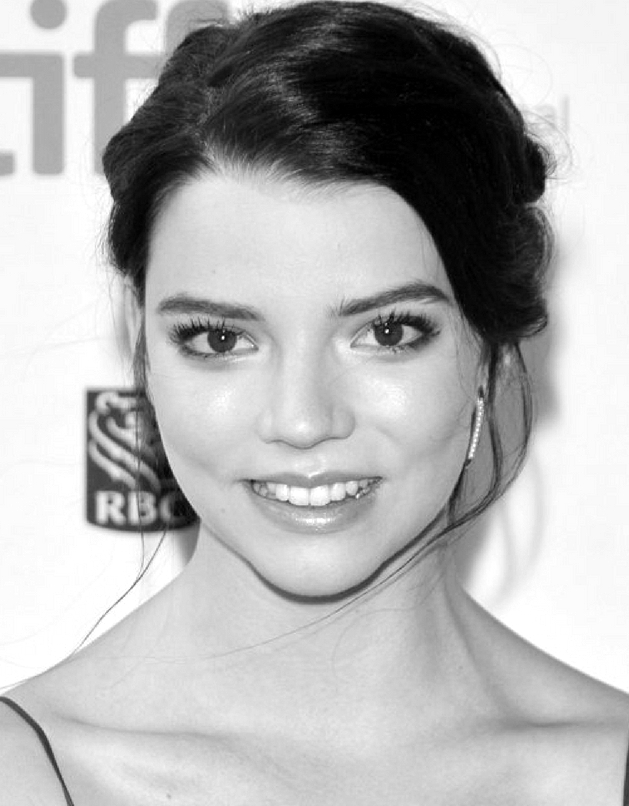
Anya Taylor-Joy spielt Sandie

Christoph Petersen von Filmstarts schreibt, wenn Ellie bei ihrer Ankunft in London wieder auf den Boden der Tatsachen zurückgeholt wird, als der Taxifahrer sie mit sexistischen Sprüchen bedrängt, sei dies eine erschütternde Erfahrung, die so oder so ähnlich wohl fast jede Frau schon einmal gemacht hat, und so würden Last Night in Soho und Promising Young Woman auf jeden Fall ein perfektes Double Feature abgeben. Edgar Wright, Thomasin McKenzie und Anya Taylor-Joy räumten in dem Film nicht nur mit einer zu Unrecht idealisierten Ära auf, sondern wischten alle möglichen Missverständnisse, dass es ja heute alles schon so viel besser sei, gleich mit vom Tisch. Selbst wenn Last Night in Soho wie alle Filme von Wright unter „Style über Substanz“-Verdacht steht, fühle sich zumindest der unter der hochglänzenden Oberfläche brodelnde Zorn definitiv wahrhaftig an, so Petersen. Er resümiert, Last Night in Soho sei ein an die Nieren gehender, durchgehend elektrisierender #MeToo-Horrorfilm und zugleich Wrights nächste Meisterklasse in seinen Lieblingsfächern Style und Coolness.
Thomas Schultze von Blickpunkt:Film bemerkt hierzu, manches im Film sei berauschend umgesetzt von Edgar Wright, anspielungsreich, voller Einfälle und genialer Kniffe. Aber es sei gleichzeitig auch nicht besonders aufregend, interessant oder effektiv, weil man sich des Eindrucks nicht erwehren könne, wie so oft bei Wright, dass er nicht an seinen Figuren, sondern einzig an der Virtuosität seiner Inszenierung interessiert sei, womit er eine echte Chance verschenkt habe.
Roland Meier von outnow.ch schreibt in seiner Kritik, vom Soundtrack, der passt, über die Kostüme zu den immer bestens choreografierten Nachtclub-Sequenzen zeige Wright, dass er immer schon ein verkappter Musical-Regisseur war, und er schaffe mit Last Night in Soho einen neonfarbigen Nightlife-Traum. Er wolle aber auch die dunklen Seiten der Partynächte nicht ausblenden, und so sei das Nachtleben nicht immer Pop, sondern auch mal Grunge. Während der erste Teil des Films knalle, springe der Funken in der zweiten Hälfte aber nicht mehr: „Etwas #MeToo, etwas Graue Männer aus Momo und leider etwas gar viel Suspension of Disbelief für die kriminologischen Aspekte des Plots. Der Whodunnit lahmt und die Grusel-Elemente erinnern eher an den KiKA als an den Macher der Zombie-Farce Shaun of the Dead.“ Die Schauspielerin Diana Rigg vermag in ihrer allerletzten Rolle nicht mehr richtig zu begeistern, so Meier, ganz im Gegensatz zu ihren zwei jungen Nachfolgerinnen Taylor-Joy und McKenzie.
Die weltweiten Einnahmen des Films aus Kinovorführungen belaufen sich auf rund 23 Millionen US-Dollar. In Deutschland verzeichnete er 88.817 Besucher.

### Auszeichnungen (Auswahl)
British Academy Film Awards 2022
- Nominierung als Bester britischer Film
- Nominierung für den Besten Ton (Colin Nicolson, Julian Slater, Tim Cavagin und Dan Morgan)

Hollywood Music in Media Awards 2021
- Nominierung für die Beste Filmmusik – Horrorfilm (Steven Price)
- Nominierung als Bester Song – Onscreen Performance (Downtown von Tony Hatch, gesungen von Anya Taylor-Joy)[39]

Golden Reel Awards 2022
- Nominierung in der Kategorie Achievement in Sound Editing – Feature Dialogue / ADR[40]

Saturn-Award-Verleihung 2022
- Nominierung als Bester Horrorfilm
- Nominierung für die Beste Ausstattung (Marcus Rowland)
- Nominierung als Beste Nebendarstellerin (Diana Rigg)

VES Awards 2022
- Auszeichnung in der Kategorie Visuelle Effekte als Unterstützung in einem fotorealistischen Spielfilm[41]

## Synchronisation
Die deutsche Synchronisation entstand nach einem Dialogbuch von Klaus Bickert und der Dialogregie von Björn Schalla im Auftrag der Interopa Film GmbH, Berlin.
| Darsteller           | Synchronsprecher   | Rolle                        |
| -------------------- | ------------------ | ---------------------------- |
| Anya Taylor-Joy      | Lina Rabea Mohr    | Sandie                       |
| Thomasin McKenzie    | Léa Mariage        | Eloise                       |
| Rita Tushingham      | Karin Buchholz     | Peggy                        |
| Matt Smith           | Tobias Nath        | Jack                         |
| Synnøve Karlsen      | Alice Bauer        | Jocasta                      |
| Terence Stamp        | Thomas Kästner     | Mann mit Silberhaar          |
| Diana Rigg           | Joseline Gassen    | Miss Collins / Ältere Sandie |
| Paul Brightwell      | Frank Röth         | Cubby                        |
| Lisa McGrillis       | Anna Dramski       | Detective                    |
| Michael Jibson       | Gerrit Schmidt-Foß | Detektiv                     |
| Elizabeth Berrington | Marion Musiol      | Miss Tobin                   |
| Colin Mace           | Hans Bayer         | Taxifahrer                   |